# Усть-Озерське сільське поселення
Усть-Озе́рське сільське поселення (рос. Усть-Озёрское сельское поселение) — сільське поселення у складі Борзинського району Забайкальського краю Росії.
Адміністративний центр та єдиний населений пункт — село Усть-Озерна.

## Населення
Населення сільського поселення становить 369 осіб (2019; 452 у 2010, 642 у 2002).